# Xian de Nanzhang
Le xian de Nanzhang (南漳县 ; pinyin : Nánzhāng Xiàn) est un district administratif de la province du Hubei en Chine. Il est placé sous la juridiction de la ville-préfecture de Xiangfan.

## Démographie
La population du district était de 600 977 habitants en 1999.